# Weiße Kreuze

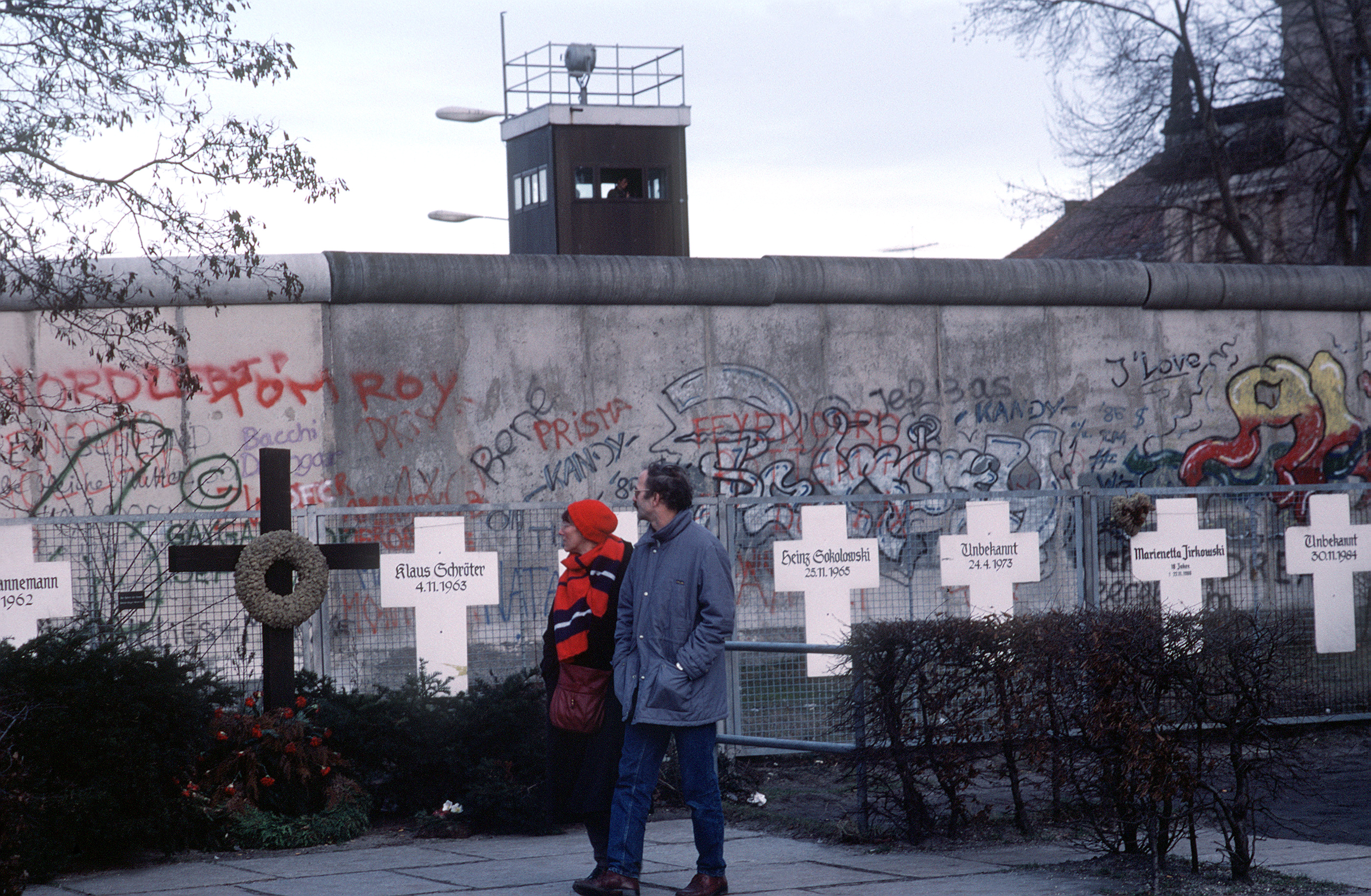
De herdenkingsplaats in 1990, op dat moment gelegen voor de Berlijnse Muur

De herdenkingsplaats Weiße Kreuze in Berlijn ligt aan de oever van de Spree aan de Friedrich-Ebert-Platz naast het Rijksdaggebouw en gedenkt de dodelijke slachtoffers van de Berlijnse Muur. Van 1961 tot 1990 liep de muur direct langs de Spree, waarbij het water zelf zich aan de Oost-Berlijnse kant bevond. De oorspronkelijke locatie bevond zich aan de oostzijde van de Rijksdag, voor de muur, en later ten zuiden van de Rijksdag, aan de rand van de Großer Tiergarten. 

## Geschiedenis

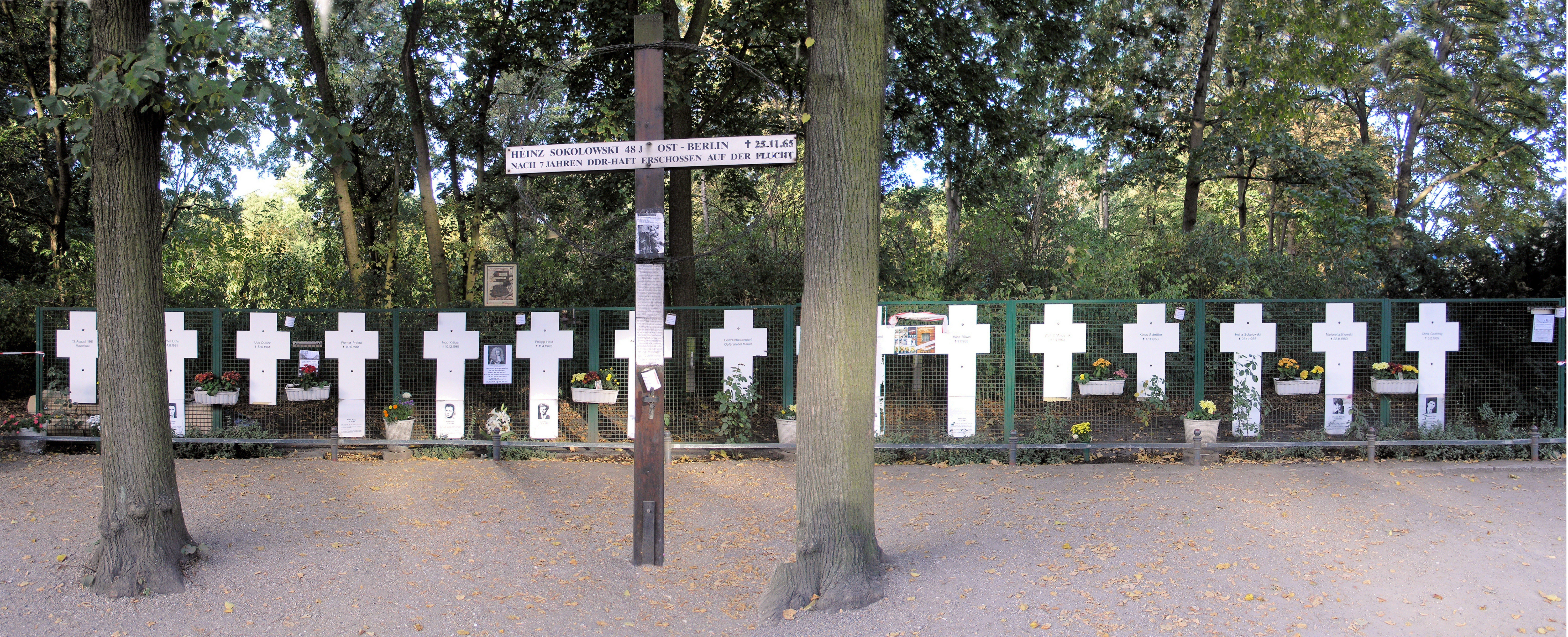
De Weiße Kreuze op de hoek Ebertstraße/Scheidemannstraße in 2009

Het monument werd op 13 augustus 1971 - de tiende verjaardag van de Berlijnse Muur - door de particuliere Berliner Bürger-Verein opgericht. De kruisen werden op een hek voor de muur ten oosten van de Rijksdag aangebracht. In het begin plaatste de Bürger-Verein ook een kruis bij elke plaats waar iemand bij een vluchtpoging om het leven was gekomen. Het onderhoud van deze verspreide kruisen werd de vereniging na verloop van tijd echter te veel, waarna werd besloten ze te concentreren op twee locaties, een bij de Rijksdag en een andere in de Bernauer Straße.
In 1995 moest het herdenkingsteken vanwege de uitbreidingsplannen voor de Bundestag verplaatst worden naar de Tiergarten. Op de hoek van de Ebertstraße met de Scheidemannstraße, tegenover de zuidkant van de Rijksdag werden vijftien kruisen opgesteld. Na een plechtigheid vanwege het vijftigjarig jubileum van de opstand van 17 juni 1953 in de Bundestag onthulde de toenmalige bondspresident Wolfgang Thierse samen met burgemeester van Berlijn Klaus Wowereit het plein en de gedenkplaats aan de noordkant van de Rijksdag. De kruisen aan de Tiergarten bleven behouden.
De nieuwe installatie, naar een ontwerp van de landschapsarchitect Jan Wehberg, heeft acht plaatsen voor kruisen, waarvan er zeven bezet zijn. De kruisen zijn aan beide zijden van de namen en bijbehorende sterfdata voorzien.
Een gelijksoortig gedenkteken, het Freiheitsmahnmal, stond aan Checkpoint Charlie. De Arbeitsgemeinschaft 13. August richtte daar in 2004 een veld met 1067 kruisen op voor alle dodelijke slachtoffers van de binnenlandse Duitse grens en de Berlijnse Muur. Dit gedenkteken werd in 2005 verwijderd. 
In 2014 werden de witte kruisen door het kunstenaarscollectief Zentrum für politische Schönheit tijdelijk ontvreemd en overgeplaatst naar de buitengrenzen van de EU, om de aandacht op de duizenden om het leven gekomen vluchtelingen te vestigen.

## Namen van de slachtoffers

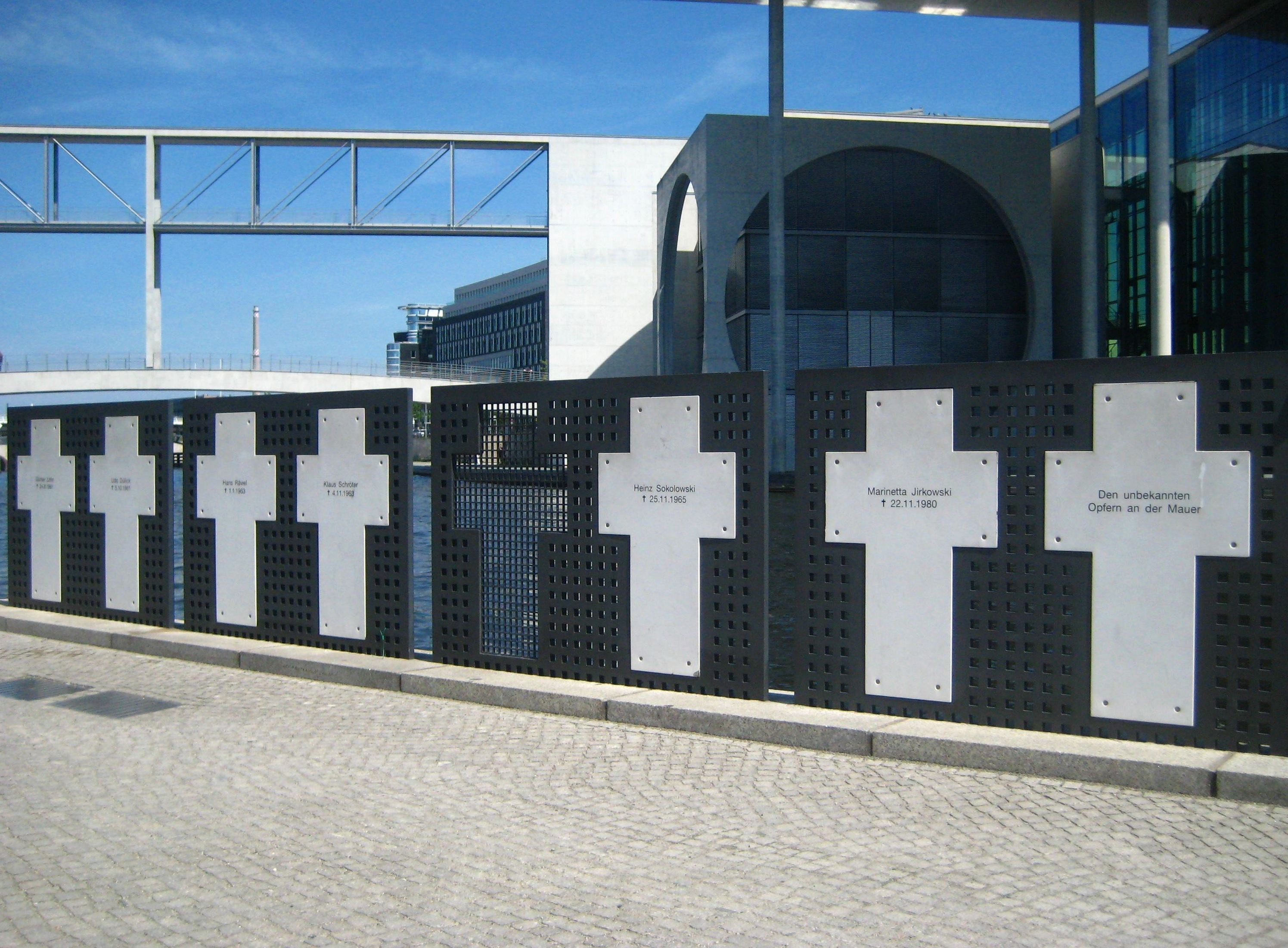
De witte kruisen aan de oever van de Spree, op de achtergrond het Marie-Elisabeth-Lüders-Haus

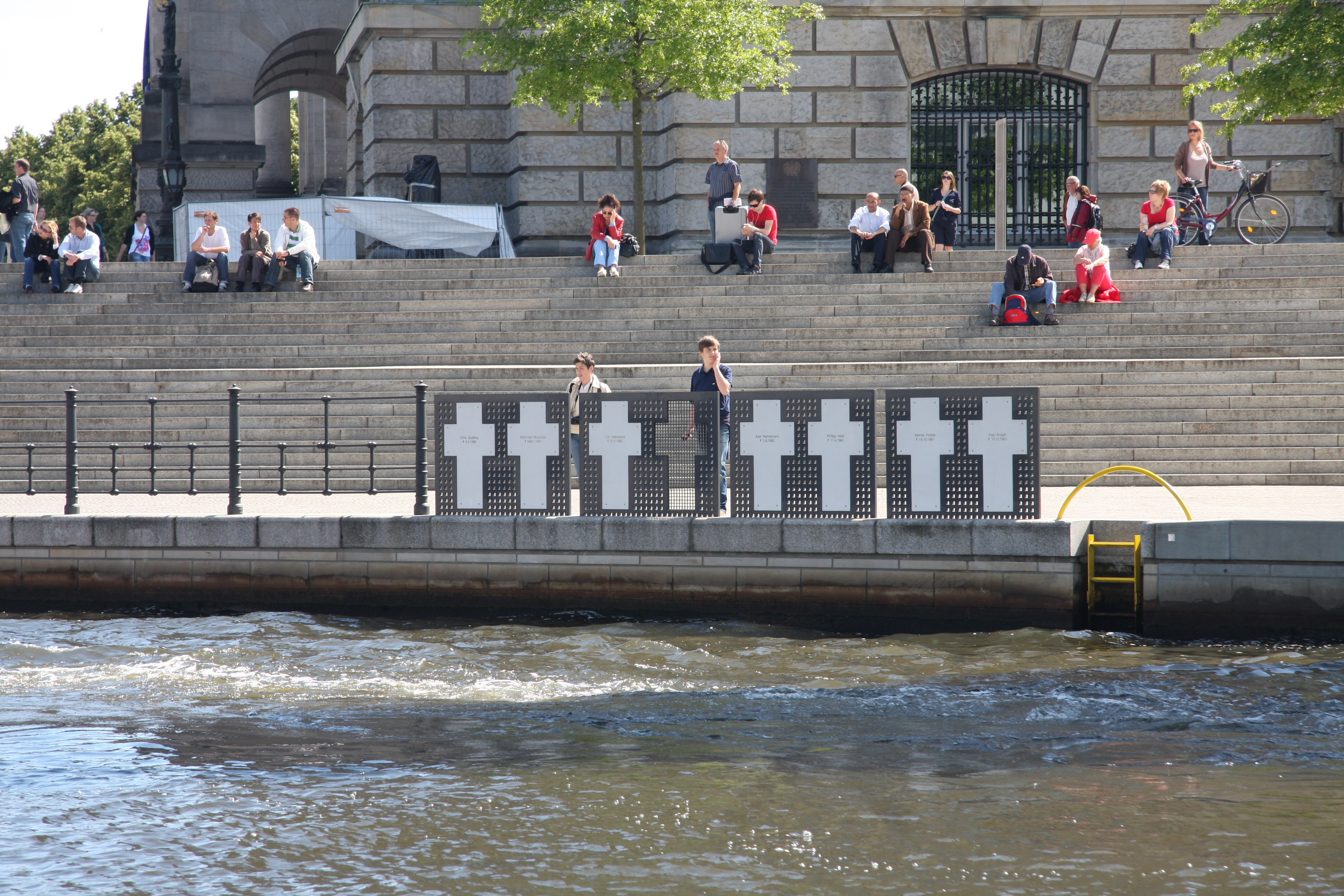
De oeverzijde van de herdenkingsplaats, op de achtergrond het Rijksdaggebouw

Op de kruisen staan de namen van dertien dodelijke slachtoffers van de Muur. Eén kruis is aan de onbekende slachtoffers van de Muur gewijd. Elf van de dertien slachtoffers stierven tussen 1961 en 1965. Het vijftiende kruis met het opschrift "13. August 1961 Mauerbau", is in de nieuwe opstelling niet meer teruggekeerd. 

### Oeverzijde
- Günter Litfin, 24 augustus 1961, in Berlin-Spandauer Schifffahrtskanal doodgeschoten
- Udo Düllick, 5 oktober 1961, in de Spree aan de Oberbaumbrücke beschoten en daardoor verdronken
- Hans Räwel, 1 januari 1963, in de Spree in de buurt van de Oberbaumbrücke doodgeschoten
- Klaus Schröter, 4 november 1963, in de Spree tussen de Marschallbrücke en het Rijksdaggebouw doodgeschoten
- Heinz Sokolowski, 25 november 1965, aan de Muur in de Dorotheenstraße doodgeschoten
- Marienetta Jirkowsky (vermeld als "Marinetta Jirkowski"), 22 november 1980, aan de grens in Frohnau doodgeschoten

### Waterzijde
- Werner Probst, 14 oktober 1961, in de Spree in de buurt van de Schillingbrücke doodgeschoten
- Ingo Krüger, 10 december 1961, in de Spree in de buurt van Bahnhof Friedrichstraße verdronken
- Philipp Held, 11 april 1962 (exacte sterfdatum niet opgehelderd) op 22 april 1962 dood uit de Spree geborgen
- Axel Hannemann, 5 juni 1962, in de Spree in de buurt van het Rijksdaggebouw doodgeschoten
- Lutz Haberlandt (vermeld als "Haberland"), 27 juni 1962, in de grensstrook bij de Charité doodgeschoten
- Wolf-Olaf Muszynski, maart 1963 (vermoedelijk in februari 1963 omgekomen),[1] op 1 april 1963 dood uit de Spree geborgen
- Chris Gueffroy, 5 februari 1989, bij het Britzer Verbindungskanal doodgeschoten